# Moravia Mare
Moravia Mare a fost un stat slav care a existat în Europa Centrală pentru puțin peste cincizeci de ani în secolul al IX-lea  ai cărui fondatori au fost strămoșii cehilor și slovacilor.

## Numele
Denumirea „Moravia Mare” (Μεγάλη Μοραβία) provine din lucrarea De Administrando Imperio scrisă de împăratul bizantin Constantin al VII-lea Porfirogenet în jurul anului 950, care este singura sursă primară ce utilizează adjectivul „mare” când se referă la acest stat.

## Istoric
Moravia Mare a fost fondată în 833 când Mojmir I a unificat prin forță cele două formațiuni statale vecine cunoscute în istoriografia modernă ca Principatul Nitra și Principatul Moravia.
Statul era vasal Franciei Răsăritene plătind un tribut anual.
În 862 prințul Rastislav al Moraviei Mari a cerut împăratului Mihail al III-lea și patriarhului Fotie I să trimită misionari pentru a-i evangheliza pe supușii săi slavi. Motivele sale au fost probabil mai mult politice decât religioase. Rastislav devenise rege cu sprijinul conducătorului francez Ludovic Germanul, dar ulterior a căutat să-și afirme independența față de franci. Mihail al III-lea i-a trimis pe frații Chiril și Metodiu.
Cea mai mare extindere teritorială a fost atinsă sub Svatopluk I (871–894), dar granițele exacte fac încă obiectul discuției istoricilor.
Cea mai mare parte a Moraviei Mare a fost ocupată de maghiari care au invadat bazinul carpatic în jurul anului 896.

### Secondary sources
- Angi, János (1997). „A nyugati szláv államok [=Western Slavic states]”.  În Pósán, László; Papp, Imre; Bárány, Attila; Orosz, István; Angi, János. Európa a korai középkorban ["Europe in the Early Middle Ages"]. Multiplex Media - Debrecen University Press. pp. 358–365. ISBN 963-04-9196-6.
- Barford, P. M. (2001). The Early Slavs: Culture and Society in Early Medieval Eastern Europe. Cornell University Press. ISBN 0-8014-3977-9.
- Bartl, Július; Čičaj, Viliam; Kohútova, Mária; Letz, Róbert; Segeš, Vladimír; Škvarna, Dušan (2002). Slovak History: Chronology & Lexicon. Bolchazy-Carducci Publishers, Slovenské Pedegogické Nakladatel'stvo. ISBN 0-86516-444-4.
- Bowlus, Charles R. (1994). Franks, Moravians and Magyars: The Struggle for the Middle Danube, 788–907. University of Pennsylvania Press. ISBN 0-8122-3276-3.
- Bowlus, Charles R. (2009). „Nitra: when did it become a part of the Moravian realm? Evidence in the Frankish sources”. Early Medieval Europe. Oxford, UK: Blackwell Publishing Ltd. 17 (3): 311–328. Accesat în 27 august 2013.
- Curta, Florin (2006). Southeastern Europe in the Middle Ages, 500-1250. Cambridge University Press. ISBN 978-0-521-89452-4.
- Dekan, Ján (1981). Moravia Magna: The Great Moravian Empire, Its Art and Time. Control Data Arts. ISBN 0-89893-084-7.
- Drulák, Petr (2012). „Czech geopolitics: struggling for survival”.  În Guzzini, Stefano. The Return of Geopolitics in Europe? - Social Mechanisms and Foreign Policy Identity Crises. Cambridge University Press. pp. 77–100. ISBN 978-1-107-02734-3.
- Goldberg, Eric J. (2006). Struggle for Empire: Kingship and Conflict under Louis the German, 817–876. Cornell University Press. ISBN 978-0-8014-7529-0.
- Havlík, Lubomír E. (2013). Kronika o Velké Moravě [=Chronicle of Great Moravia]. Jota. ISBN 80-85617-04-8.
- Havlík, Lubomír E. (1994). Svatopluk Veliký, král Moravanů a Slovanů [Svatopluk the Great, King of the Moravians and Slavs]. Jota. ISBN 80-85617-19-6.
- Havlík, Lubomír E. (2004). „Great Moravia between the Franconians, Byzantium and Rome”.  În Champion, T. C. Centre and Periphery: Comparative Studies in Archaeology. Routledge. pp. 227–237. ISBN 0-415-12253-8.
- Hosszú, Gábor (2012). Heritage of Scribes: The Relation of Rovas Scripts to Eurasian Writing Systems. Dr Gábor Hosszú. p. 317. ISBN 9789638843746.

- Kirschbaum, Stanislav J. (2005). A History of Slovakia: The Struggle for Survival. Palgarve Macmillan. ISBN 1-40396929-9.
- Kristó, Gyula (1996). Hungarian History in the Ninth Century. Szegedi Középkorász Műhely. ISBN 1-4039-6929-9.
- Kučera, Matúš (1974). Slovensko po páde Veľkej Moravy, Bratislava: Veda.
- Lukačka, Ján (2002). Formovanie vyššej šľachty na západnom Slovensku, Bratislava: Mistrál.
- Macháček, Jiří (2009). „Disputes over Great Moravia: chiefdom or state? the Morava or the Tisza River?”. Early Medieval Europe. Oxford, UK: Blackwell Publishing Ltd. 17 (3): 248–267. Accesat în 30 august 2013.
- Macháček, Jiří (2012). „"Great Moravian state"–a controversy in Central European medieval studies”. Studia Slavica et Balcanica Petropolitana. Saint-Petersburg, RU: Publishing House of the History Department of the Saint-Petersburg State University. 11 (1): 5–26. Arhivat din original la 13 mai 2021. Accesat în 30 august 2013.
- Mahoney, William M. (2011). The History of the Czech Republic and Slovakia. ABC-CLIO. ISBN 9780313363054.
- Marsina, Richard (1997). „Ethnogenesis of Slovaks” (PDF). Human Affairs. Bratislava, SLO: Slovak Academy of Sciences, Department of Social & Biological Communication. 7 (1): 15–23. Accesat în 31 august 2013.
- Obolensky, Dimitri (1994). Byzantium and the Slavs. St. Vladimir’s Seminary Press. ISBN 0-88141-008-X.
- Petkov, Kiril (2008). The Voices of Medieval Bulgaria, Seventh-Fifteenth Century: The Records of a Bygone Culture. Brill. ISBN 978-90-04-16831-2.
- Poulík, Josef (1975). Mikulčice: Sídlo a pevnost knížat velkomoravských, Praha.
- Poulík, Josef (1978). „The origins of Christianity in Slavonic countries north of the Middle Danube Basin”. World Archaeology. Taylor&Francis. 10 (2): 158–171. Accesat în 6 septembrie 2013.
- Püspöki Nagy, Péter (1978). „Nagymorávia fekvéséről [=On the location of Great Moravia]”. Valóság. Tudományos Ismeretterjesztő Társulat. XXI (11): 60–82.
- Püspöki-Nagy, Péter (1982). On the Location of Great Moravia: A Reassessment. Department of History, Duquesne University.
- Róna-Tas, András (1999). Hungarians and Europe in the Early Middle Ages: An Introduction to Early Hungarian History. CEU Press. ISBN 978-963-9116-48-1.
- Sedlák, Vincent (2005). „Onomastika a historiografia”.  În Fábrová, Karin. Príspevky k slovenským dejinám. Prešov. pp. 17–28. ISBN 80-8068-330-1.
- Senga, Toru (1983). „Morávia bukása és a honfoglaló magyarok [=The fall of Moravia and the Hungarians occupying the Carpathian Basin]”. Századok. Magyar Történelmi Társulat (2): 307–345.
- Sommer, Petr; Třeštík, Dušan; Žemlička, Josef; Opačić, Zoë (2007). „Bohemia and Moravia”.  În Berend, Nora. Christianization and the Rise of Christian Monarchy: Scandinavia, Central Europe and Rus', c.900-1200. Cambridge University Press. pp. 214–262. ISBN 978-0-521-87616-2.
- Spiesz, Anton; Caplovic, Dusan (2006). Illustrated Slovak History: A Struggle for Sovereignty in Central Europe. Bolchazy-Carducci Publishers. ISBN 978-0-86516-426-0.
- Spinei, Victor (2003). The Great Migrations in the East and South East of Europe from the Ninth to the Thirteenth Century (Translated by Dana Badulescu). ISBN 973-85894-5-2.
- Steinhübel, Ján (2011). „The Duchy of Nitra”.  În Teich, Mikuláš; Kováč, Dušan; Brown, Martin D. Slovakia in History. Cambridge University Press. pp. 15–29. ISBN 978-0-521-80253-6.
- Steinhübel, Ján (2011). Kapitoly z najstarších dejín českých 531–1004 [=Chapters from the oldest Czech history 531–1004]. Spolok Slovákov v Poľsku – Towarzystwo Słowakow w Polsce. ISBN 978-83-7490-370-7.
- Štefan, Ivo (2011). „Great Moravia, Statehood and Archaeology: The "Decline and Fall" of One Early Medieval Polity”.  În Macháček, Jiří; Ungerman, Šimon. Frühgeschichtliche Zentralorte in Mitteleuropa. Bonn: Verlag Dr. Rudolf Habelt. pp. 333–354. ISBN 978-3-7749-3730-7. Accesat în 27 august 2013.
- Štefanovičová, Tatiana (1989). Osudy starých Slovanov [=Fate of the Ancient Slavs]. Osveta.
- Senga, Toru (1983). „Morávia bukása és a honfoglaló magyarok [=The fall of Moravia and the Hungarians occupying the Carpathian Basin]”. Századok. Magyar Történelmi Társulat (2): 307–345.
- Třeštík, Dušan (2010). Vznik Velké Moravy. Moravané, Čechové a štřední Evropa v letech 791–871 [=The Emmergence of Great Moravia. Moravians, Czechs and middle Europe in the years 791–871]. Nakladatelství lidové noviny. ISBN 978-80-7422-049-4.
- Urbańczyk, Przemysław (2005). „Early State Formation in East Central Europe”.  În Curta, Florin. East Central & Eastern Europe in the Early Middle Ages. The University of Michigan Press. pp. 139–151. ISBN 978-0-472-11498-6.
- Vlasto, A. P. (1970). The Entry of the Slavs into Christendom: An Introduction to the Medieval History of the Slavs. Cambridge University Press. ISBN 978-0-521-10758-7.
- Wieczorek, Alfried and Hans-Martin Hinz (Hrsg.) (2000). Europas Mitte um 1000, Stuttgart. ISBN 3-8062-1545-6 or ISBN 3-8062-1544-8